# 98º Congresso degli Stati Uniti d'America
Il 98º Congresso degli Stati Uniti d'America, formato dalla Camera dei Rappresentanti e dal Senato, ha costituito dal 3 gennaio 1983 al 3 gennaio 1985 il ramo legislativo del governo federale statunitense.

## Senato

### Riepilogo della composizione
|                               | Partito      | Partito      | Partito | Totale | Vacante |
| ----------------------------- | ------------ | ------------ | ------- | ------ | ------- |
|                               |              |              |         | Totale | Vacante |
| Democratico                   | Indipendente | Repubblicano |         | Totale | Vacante |
| Fine del precedente Congresso | 46           | 1            | 50      | 100    | 0       |
|                               |              |              |         |        |         |
| Inizio (3 gennaio 1983)       | 46           | 0            | 54      | 100    | 0       |
| Fine (3 gennaio 1985)         | 45           | 0            | 55      | 100    | 0       |
| % di voti                     | 45%          | 0%           | 55%     |        |         |

### Leadership

#### Assemblea
- Presidente (Vicepresidente degli Stati Uniti d'America): George H. W. Bush (R-TX)
- Presidente pro tempore: Strom Thurmond (R-SC)

#### Maggioranza
- Leader della Maggioranza: Howard Baker (R-TN)
- Whip: Ted Stevens (R-AK)

#### Minoranza
- Leader della Minoranza: Robert Byrd (D-WV)
- Assistente leader: Alan Cranston (D-CA)

### Membri
Alabama
- Howell Heflin (D)
- Jeremiah Denton (R)

Alaska
- Ted Stevens (R)
- Frank Murkowski (R)

Arizona
- Dennis DeConcini (D)
- Barry Goldwater (R)

Arkansas
- David Pryor (D)
- Dale Bumpers (D)

California
- Pete Wilson (R)
- Alan Cranston (D)

Carolina del Nord
- Jesse Helms (R)
- John Porter East (R)

Carolina del Sud
- Strom Thurmond (R)
- Fritz Hollings (D)

Colorado
- William L. Armstrong (R)
- Gary Hart (D)

Connecticut
- Lowell Weicker (R)
- Chris Dodd (D)

Dakota del Nord
- Quentin N. Burdick (D-NPL)
- Mark Andrews (R)

Dakota del Sud
- Larry Pressler (R)
- James Abdnor (R)

Delaware
- William Roth (D)
- Joe Biden (D)

Florida
- Lawton Chiles (D)
- Paula Hawkins (R)

Georgia
- Sam Nunn (D)
- Mack Mattingly (D)

Hawaii
- Spark Matsunaga (D)
- Daniel Inouye (D)

Idaho
- James A. McClure (R)
- Steve Symms (R)

Illinois
- Charles H. Percy (R)
- Alan J. Dixon (D)

Indiana
- Richard Lugar (R)
- Dan Quayle (R)

Iowa
- Roger Jepsen (R)
- Chuck Grassley (R)

Kansas
- Nancy Landon Kassebaum (R)
- Bob Dole (R)

Kentucky
- Walter Huddleston (D)
- Wendell Ford (D)

Louisiana
- J. Bennett Johnston (D)
- Russell B. Long (D)

Maine
- George J. Mitchell (D)
- William Cohen (R)

Maryland
- Paul Sarbanes (D)
- Charles Mathias (R)

Massachusetts
- Ted Kennedy (D)
- Paul Tsongas (D), fino al 2 gennaio 1985
  - John Kerry (D), dal 2 gennaio 1985

Michigan
- Donald Riegle (D)
- Carl Levin (D)

Minnesota
- David Durenberger (R)
- Rudy Boschwitz (R)

Mississippi
- John C. Stennis (D)
- Thad Cochran (R)

Missouri
- John Danforth (R)
- Thomas Eagleton (D)

Montana
- John Melcher (D)
- Max Baucus (D)

Nebraska
- Edward Zorinsky (D)
- J. James Exon (D)

Nevada
- Chic Hecht (R)
- Paul Laxalt (R)

New Hampshire
- Gordon J. Humphrey (R)
- Warren Rudman (R)

New Jersey
- Frank Lautenberg (D)
- Bill Bradley (D)

New York
- Daniel Patrick Moynihan (D)
- Al D'Amato (R)

Nuovo Messico
- Jeff Bingaman (D)
- Pete Domenici (D)

Ohio
- Howard Metzenbaum (D)
- John Glenn (D)

Oklahoma
- David Boren (D)
- Don Nickles (R)

Oregon
- Mark Hatfield (R)
- Bob Packwood (R)

Pennsylvania
- John Heinz (R)
- Arlen Specter (R)

Rhode Island
- John Chafee (R)
- Claiborne Pell (D)

Tennessee
- Jim Sasser (D)
- Howard Baker (R)

Texas
- Lloyd Bentsen (D)
- John Tower (R)

Utah
- Orrin Hatch (R)
- Jake Garn (R)

Vermont
- Robert Stafford (R)
- Patrick Leahy (D)

Virginia
- Paul Trible (R)
- John Warner (R)

Virginia Occidentale
- Robert Byrd (D)
- Jennings Randolph (D)

Washington
- Henry M. Jackson (D), fino al 1º settembre 1983
  - Daniel J. Evans (R), dal 12 settembre 1983
- Slade Gorton (R)

Wisconsin
- William Proxmire (D
- Bob Kasten (R)

Wyoming
- Malcolm Wallop (R)
- Alan K. Simpson (R)

## Camera dei rappresentanti

### Riepilogo della composizione
|                               | Partito      | Partito      | Partito | Totale | Vacante |
| ----------------------------- | ------------ | ------------ | ------- | ------ | ------- |
|                               |              |              |         | Totale | Vacante |
| Democratico                   | Repubblicano | Conservatore |         | Totale | Vacante |
| Fine del Congresso precedente | 242          | 191          | 1       | 434    | 1       |
|                               |              |              |         |        |         |
| Inizio (3 gennaio 1983)       | 269          | 164          | 1       | 434    | 1       |
| Fine (3 gennaio 1985)         | 267          | 166          | 1       | 434    | 1       |
| % di voti                     | 61,5%        | 38,2%        | 0,2%    |        |         |

### Leadership

#### Assemblea
- Speaker della Camera dei Rappresentanti degli Stati Uniti: Tip O'Neill (D-MA)

#### Maggioranza
- Leader della Maggioranza: Jim Wright (D-TX)
- Whip: Tom Foley (D-WA)

#### Minoranza
- Leader della Minoranza: Robert Michel (R-IL)
- Whip: Trent Lott (R-MS)

### Membri
Alabama
(5 Democratici, 2 Repubblicani)
- 1. Jack Edwards (R)
- 2. William Louis Dickinson (R)
- 3. Bill Nichols (D)
- 4. Tom Bevill (D)
- 5. Ronnie Flippo (D)
- 6. Ben Erdreich (D)
- 7. Richard Shelby (D)

Alaska
(1 Repubblicano)
- "At-large". Don Young (R)

Arizona
(3 Repubblicani, 2 Democratici)
- 1. John McCain (R)
- 2. Mo Udall (D)
- 3. Bob Stump (R)
- 4. Eldon Rudd (R)
- 5. James F. McNulty Jr. (D)

Arkansas
(2 Repubblicani, 2 Democratici)
- 1. William Vollie Alexander Jr. (D)
- 2. Ed Bethune (R)
- 3. John Paul Hammerschmidt (R)
- 4. Beryl Anthony Jr. (D)

California
(28 Democratici, 17 Repubblicani)
- 1. Douglas H. Bosco (D)
- 2. Eugene A. Chappie (R)
- 3. Bob Matsui (D)
- 4. Vic Fazio (D)
- 5. Phillip Burton (D), fino al 10 aprile 1983
  - Sala Burton (D), dal 21 giugno 1983
- 6. Barbara Boxer (D)
- 7. George Miller (D)
- 8. Ron Dellums (D)
- 9. Pete Stark (D)
- 10. Don Edwards (D)
- 11. Tom Lantos (D)
- 12. Ed Zschau (R)
- 13. Norman Mineta (D)
- 14. Norman D. Shumway (R)
- 15. Tony Coelho (D)
- 16. Leon Panetta (D)
- 17. Chip Pashayan (R)
- 18. Richard H. Lehman (D)
- 19. Robert J. Lagomarsino (R)
- 20. Bill Thomas (R)
- 21. Bobbi Fiedler (R)
- 22. Carlos Moorhead (R)
- 23. Anthony Beilenson (D)
- 24. Henry Waxman (D)
- 25. Edward R. Roybal (D)
- 26. Howard Berman (D)
- 27. Mel Levine (D)
- 28. Julian Dixon (D)
- 29. Augustus Hawkins (D)
- 30. Matthew G. Martínez (D)
- 31. Mervyn Dymally (D)
- 32. Glenn M. Anderson (D)
- 33. David Dreier (R)
- 34. Esteban Edward Torres (D)
- 35. Jerry Lewis (R)
- 36. George Brown Jr. (D)
- 37. Al McCandless (R)
- 38. Jerry M. Patterson (D)
- 39. William E. Dannemeyer (R)
- 40. Robert Badham (R)
- 41. Bill Lowery (R)
- 42. Dan Lungren (R)
- 43. Ron Packard (R)
- 44. Jim Bates (D)
- 45. Duncan L. Hunter (R)

Carolina del Nord
(9 Democratici, 2 Repubblicani)
- 1. Walter B. Jones Sr. (D)
- 2. Tim Valentine (D)
- 3. Charles Orville Whitley (D)
- 4. Ike Franklin Andrews (D)
- 5. Stephen L. Neal (D)
- 6. Charles Robin Britt (D)
- 7. Charlie Rose (D)
- 8. Bill Hefner (D)
- 9. James G. Martin (R)
- 10. Jim Broyhill (R)
- 11. James M. Clarke (D)

Carolina del Sud
(3 Repubblicani, 3 Democratici)
- 1. Thomas F. Hartnett (R)
- 2. Floyd Spence (R)
- 3. Butler Derrick (D)
- 4. Carroll A. Campbell Jr. (R)
- 5. John Spratt (D)
- 6. Robin Tallon (D)

Colorado
(3 Democratici, 3 Repubblicani)
- 1. Pat Schroeder (D)
- 2. Tim Wirth (D)
- 3. Ray Kogovsek (D)
- 4. Hank Brown (R)
- 5. Ken Kramer (R)
- 6. Dan Schaefer (R), dal 29 marzo 1983

Connecticut
(4 Democratici, 2 Repubblicani)
- 1. Barbara B. Kennelly (D)
- 2. Sam Gejdenson (D)
- 3. Bruce Morrison (D)
- 4. Stewart McKinney (R)
- 5. William R. Ratchford (D)
- 6. Nancy Johnson (R)

Dakota del Nord
(1 Democratico)
- "At-large". Byron Dorgan (D-NPL)

Dakota del Sud
(1 Democratico)
- "At-large". Tom Daschle (D)

Delaware
(1 Democratico)
- "At-large". Tom Carper (D)

Florida
(13 Democratici, 6 Repubblicani)
- 1. Earl Hutto (D)
- 2. Don Fuqua (D)
- 3. Charles E. Bennett (D)
- 4. Bill Chappell (D)
- 5. Bill McCollum (R)
- 6. Buddy MacKay (D)
- 7. Sam Gibbons (D)
- 8. Bill Young (R)
- 9. Michael Bilirakis (R)
- 10. Andy Ireland (D, poi R)
- 11. Bill Nelson (D)
- 12. Tom Lewis (R)
- 13. Connie Mack III (R)
- 14. Dan Mica (D)
- 15. Clay Shaw (R)
- 16. Lawrence J. Smith (D)
- 17. William Lehman (D)
- 18. Claude Pepper (D)
- 19. Dante Fascell (D)

Georgia
(9 Democratici, 1 Repubblicano)
- 1. Lindsay Thomas (D)
- 2. Charles Floyd Hatcher (D)
- 3. Richard Ray (D)
- 4. Elliott H. Levitas (D)
- 5. Wyche Fowler (D)
- 6. Newt Gingrich (R)
- 7. Larry McDonald (D), fino al 1º settembre 1983
  - George Darden (D), dall'8 novembre 1983
- 8. J. Roy Rowland (D)
- 9. Ed Jenkins (D)
- 10. Doug Barnard Jr. (D)

Hawaii
(2 Democratici)
- 1. Cecil Heftel (D)
- 2. Daniel Akaka (D)

Idaho
(2 Repubblicani)
- 1. Larry Craig (R)
- 2. George V. Hansen (R)

Illinois
(12 Democratici, 10 Repubblicani)
- 1. Harold Washington (D), fino al 30 aprile 1983
  - Charles Hayes (D), dal 23 agosto 1983
- 2. Gus Savage (D)
- 3. Marty Russo (D)
- 4. George M. O'Brien (R)
- 5. Bill Lipinski (D)
- 6. Henry Hyde (R)
- 7. Cardiss Collins (D)
- 8. Dan Rostenkowski (D)
- 9. Sidney R. Yates (D)
- 10. John Porter (R)
- 11. Frank Annunzio (D)
- 12. Phil Crane (R)
- 13. John N. Erlenborn (R)
- 14. Tom Corcoran (R), fino al 28 novembre 1984
- 15. Edward Rell Madigan (R)
- 16. Lynn Morley Martin (R)
- 17. Lane Evans (D)
- 18. Robert H. Michel (R)
- 19. Dan Crane (R)
- 20. Dick Durbin (D)
- 21. Melvin Price (D)
- 22. Paul Simon (D)

Indiana
(5 Repubblicani, 5 Democratici)
- 1. Katie Hall (D)
- 2. Philip Sharp (D)
- 3. John P. Hiler (R)
- 4. Dan Coats (R)
- 5. Elwood Hillis (R)
- 6. Dan Burton (R)
- 7. John T. Myers (R)
- 8. Frank McCloskey (D)
- 9. Lee Hamilton (D)
- 10. Andrew Jacobs Jr. (D)

Iowa
(3 Repubblicani, 3 Democratici)
- 1. Jim Leach (R)
- 2. Tom Tauke (R)
- 3. T. Cooper Evans (R)
- 4. Neal Edward Smith (D)
- 5. Tom Harkin (D)
- 6. Berkley Bedell (D)

Kansas
(3 Repubblicani, 2 Democratici)
- 1. Pat Roberts (R)
- 2. Jim Slattery (D)
- 3. Larry Winn (R)
- 4. Dan Glickman (D)
- 5. Bob Whittaker (R)

Kentucky
(4 Democratici, 3 Repubblicani)
- 1. Carroll Hubbard (D)
- 2. William Natcher (D)
- 3. Romano Mazzoli (D)
- 4. Gene Snyder (R)
- 5. Hal Rogers (R)
- 6. Larry J. Hopkins (R)
- 7. Carl D. Perkins (D), fino al 3 agosto 1984
  - Chris Perkins (D), dal 6 novembre 1984

Louisiana
(6 Democratici, 2 Repubblicani)
- 1. Bob Livingston (R)
- 2. Lindy Boggs (D)
- 3. Billy Tauzin (D)
- 4. Buddy Roemer (D)
- 5. Jerry Huckaby (D)
- 6. Henson Moore (R)
- 7. John Breaux (D)
- 8. Gillis William Long (D)

Maine
(2 Repubblicani)
- 1. John R. McKernan Jr. (R)
- 2. Olympia Snowe (R)

Maryland
(7 Democratici, 1 Repubblicano)
- 1. Roy Dyson (D)
- 2. Clarence Long (D)
- 3. Barbara Mikulski (D)
- 4. Marjorie Holt (R)
- 5. Steny Hoyer (D)
- 6. Beverly Byron (D)
- 7. Parren Mitchell (D)
- 8. Michael D. Barnes (D)

Massachusetts
(10 Democratici, 1 Repubblicano)
- 1. Silvio O. Conte (R)
- 2. Edward Boland (D)
- 3. Joseph D. Early (D)
- 4. Barney Frank (D)
- 5. James Shannon (D)
- 6. Nicholas Mavroules (D)
- 7. Ed Markey (D)
- 8. Tip O'Neill (D)
- 9. Joe Moakley (D)
- 10. Gerry Studds (D)
- 11. Brian J. Donnelly (D)

Michigan
(12 Democratici, 6 Repubblicani)
- 1. John Conyers (D)
- 2. Carl Pursell (R)
- 3. Howard Wolpe (D)
- 4. Mark D. Siljander (R)
- 5. Harold S. Sawyer (R)
- 6. Milton Robert Carr (D)
- 7. Dale Kildee (D)
- 8. J. Bob Traxler (D)
- 9. Guy Vander Jagt (R)
- 10. Donald J. Albosta (D)
- 11. Robert William Davis (R)
- 12. David Bonior (D)
- 13. George Crockett Jr. (D)
- 14. Dennis Hertel (D)
- 15. William D. Ford (D)
- 16. John Dingell (D)
- 17. Sander Levin (D)
- 18. William Broomfield (R)

Minnesota
(5 Democratici, 3 Repubblicani)
- 1. Tim Penny (DFL)
- 2. Vin Weber (R)
- 3. Bill Frenzel (R)
- 4. Bruce Vento (DFL)
- 5. Martin Olav Sabo (DFL)
- 6. Gerry Sikorski (DFL)
- 7. Arlan Stangeland (R)
- 8. Jim Oberstar (DFL)

Mississippi
(3 Democratici, 2 Repubblicani)
- 1. Jamie Whitten (D)
- 2. Webb Franklin (R)
- 3. Sonny Montgomery (D)
- 4. Wayne Dowdy (D)
- 5. Trent Lott (R)

Missouri
(6 Democratici, 3 Repubblicani)
- 1. Bill Clay (D)
- 2. Robert A. Young (D)
- 3. Dick Gephardt (D)
- 4. Ike Skelton (D)
- 5. Alan Wheat (D)
- 6. Tom Coleman (R)
- 7. Gene Taylor (R)
- 8. Bill Emerson (R)
- 9. Harold Volkmer (D)

Montana
(1 Repubblicano, 1 Democratico)
- 1. Pat Williams (D)
- 2. Ron Marlenee (R)

Nebraska
(3 Repubblicani)
- 1. Doug Bereuter (R)
- 2. Hal Daub (R)
- 3. Virginia D. Smith (R)

Nevada
(1 Democratico, 1 Repubblicano)
- 1. Harry Reid (D)
- 2. Barbara Vucanovich (R)

New Hampshire
(1 Democratico, 1 Repubblicano)
- 1. Norman D'Amours (D)
- 2. Judd Gregg (R)

New Jersey
(9 Democratici, 5 Repubblicani)
- 1. James Florio (D)
- 2. William J. Hughes (D)
- 3. James J. Howard (D)
- 4. Chris Smith (R)
- 5. Marge Roukema (R)
- 6. Bernard J. Dwyer (D)
- 7. Matthew John Rinaldo (R)
- 8. Robert A. Roe (D)
- 9. Robert Torricelli (D)
- 10. Peter W. Rodino (D)
- 11. Joseph Minish (D)
- 12. Jim Courter (R)
- 13. Edwin B. Forsythe (R), fino al 29 marzo 1984
  - Jim Saxton (R), dal 6 novembre 1984
- 14. Frank Joseph Guarini (D)

New York
(20 Democratici, 13 Repubblicani, 1 Conservatore)
- 1. William Carney (C)
- 2. Thomas Downey (D)
- 3. Robert J. Mrazek (D)
- 4. Norman F. Lent (R)
- 5. Raymond J. McGrath (R)
- 6. Joseph P. Addabbo (D)
- 7. Benjamin Stanley Rosenthal (D), fino al 4 gennaio 1983
  - Gary Ackerman (D), dal 1º marzo 1983
- 8. James H. Scheuer (D)
- 9. Geraldine Ferraro (D)
- 10. Chuck Schumer (D)
- 11. Edolphus Towns (D)
- 12. Major Owens (D)
- 13. Stephen Solarz (D)
- 14. Guy Molinari (R)
- 15. Bill Green (R)
- 16. Charles Rangel (D)
- 17. Ted Weiss (D)
- 18. Robert Garcia (D)
- 19. Mario Biaggi (D)
- 20. Richard Ottinger (D)
- 21. Hamilton Fish IV (R)
- 22. Benjamin Gilman (R)
- 23. Samuel S. Stratton (D)
- 24. Gerald Solomon (R)
- 25. Sherwood Boehlert (R)
- 26. David O'Brien Martin (R)
- 27. George C. Wortley (R)
- 28. Matthew F. McHugh (D)
- 29. Frank Horton (R)
- 30. Barber Conable (R)
- 31. Jack Kemp (R)
- 32. John LaFalce (D)
- 33. Henry J. Nowak (D)
- 34. Stan Lundine (D)

Nuovo Messico
(2 Repubblicani, 1 Democratico)
- 1. Manuel Lujan, Jr. (R)
- 2. Joe Skeen (R)
- 3. Bill Richardson (D)

Ohio
(11 Repubblicani, 10 Democratici)
- 1. Tom Luken (D)
- 2. Bill Gradison (R)
- 3. Tony P. Hall (D)
- 4. Mike Oxley (R)
- 5. Del Latta (R)
- 6. Bob McEwen (R)
- 7. Mike DeWine (R)
- 8. Tom Kindness (R)
- 9. Marcy Kaptur (D)
- 10. Clarence E. Miller (R)
- 11. Dennis E. Eckart (D)
- 12. John Kasich (R)
- 13. Don Pease (D)
- 14. John F. Seiberling (D)
- 15. Chalmers Wylie (R)
- 16. Ralph Regula (R)
- 17. Lyle Williams (R)
- 18. Douglas Applegate (D)
- 19. Ed Feighan (D)
- 20. Mary Rose Oakar (D)
- 21. Louis Stokes (D)

Oklahoma
(5 Democratici, 1 Repubblicano)
- 1. James R. Jones (D)
- 2. Mike Synar (D)
- 3. Wes Watkins (D)
- 4. Dave McCurdy (D)
- 5. Mickey Edwards (R)
- 6. Glenn English (D)

Oregon
(3 Democratici, 2 Repubblicani)
- 1. Les AuCoin (D)
- 2. Bob Smith (R)
- 3. Ron Wyden (D)
- 4. Jim Weaver (D)
- 5. Denny Smith (R)

Pennsylvania
(13 Democratici, 10 Repubblicani)
- 1. Thomas M. Foglietta (D)
- 2. William H. Gray III (D)
- 3. Robert A. Borski Jr. (D)
- 4. Joseph P. Kolter (D)
- 5. Richard T. Schulze (R)
- 6. Gus Yatron (D)
- 7. Robert W. Edgar (D)
- 8. Peter H. Kostmayer (D)
- 9. Bud Shuster (R)
- 10. Joseph M. McDade (R)
- 11. Frank Harrison (D)
- 12. John Murtha (D)
- 13. Lawrence Coughlin (R)
- 14. William J. Coyne (D)
- 15. Donald L. Ritter (R)
- 16. Bob Walker (R)
- 17. George Gekas (R)
- 18. Doug Walgren (D)
- 19. Bill Goodling (R)
- 20. Joseph M. Gaydos (D)
- 21. Tom Ridge (R)
- 22. Austin Murphy (D)
- 23. William Clinger (R)

Rhode Island
(1 Democratico, 1 Repubblicano)
- 1. Fernand St. Germain (D)
- 2. Claudine Schneider (R)

Tennessee
(6 Democratici, 3 Repubblicani)
- 1. Jimmy Quillen (R)
- 2. John Duncan, Sr. (R)
- 3. Marilyn Lloyd (D)
- 4. Jim Cooper (D)
- 5. Bill Boner (D)
- 6. Al Gore (D)
- 7. Don Sundquist (R)
- 8. Ed Jones (D)
- 9. Harold Ford Sr. (D)

Texas
(22 Democratici, 5 Repubblicani)
- 1. Sam B. Hall Jr. (D)
- 2. Charlie Wilson (D)
- 3. Steve Bartlett (R)
- 4. Ralph Hall (D)
- 5. John Bryant (D)
- 6. Phil Gramm (D, poi R)
- 7. Bill Archer (R)
- 8. Jack Fields (R)
- 9. Jack Brooks (D)
- 10. J. J. Pickle (D)
- 11. Marvin Leath (D)
- 12. Jim Wright (D)
- 13. Jack Hightower (D)
- 14. William Neff Patman (D)
- 15. Kika de la Garza (D)
- 16. Ron Coleman (D)
- 17. Charles Stenholm (D)
- 18. Mickey Leland (D)
- 19. Kent Hance (D)
- 20. Henry B. González (D)
- 21. Tom Loeffler (R)
- 22. Ron Paul (R)
- 23. Abraham Kazen (D)
- 24. Martin Frost (D)
- 25. Michael A. Andrews (D)
- 26. Tom Vandergriff (D)
- 27. Solomon P. Ortiz (D)

Utah
(3 Repubblicani)
- 1. Jim Hansen (R)
- 2. David Daniel Marriott (R)
- 3. Howard C. Nielson (R)

Vermont
(1 Repubblicano)
- "At-large". Jim Jeffords (R)

Virginia
(6 Repubblicani, 4 Democratici)
- 1. Herbert H. Bateman (R)
- 2. G. William Whitehurst (R)
- 3. Thomas J. Bliley Jr. (R)
- 4. Norman Sisisky (D)
- 5. Dan Daniel (D)
- 6. Jim Olin (D)
- 7. J. Kenneth Robinson (R)
- 8. Stanford Parris (R)
- 9. Rick Boucher (D)
- 10. Frank Wolf (R)

Virginia Occidentale
(4 Democratici)
- 1. Alan Mollohan (D)
- 2. Harley O. Staggers Jr. (D)
- 3. Bob Wise (D)
- 4. Nick Rahall (D)

Washington
(5 Democratici, 3 Repubblicani)
- 1. Joel Pritchard (R)
- 2. Al Swift (D)
- 3. Don Bonker (D)
- 4. Sid Morrison (R)
- 5. Tom Foley (D)
- 6. Norm Dicks (D)
- 7. Mike Lowry (D)
- 8. Rod Chandler (R)

Wisconsin
(5 Democratici, 4 Repubblicani)
- 1. Les Aspin (D)
- 2. Robert Kastenmeier (D)
- 3. Steve Gunderson (R)
- 4. Clement J. Zablocki (D), fino al 3 dicembre 1983
  - Jerry Kleczka (D), dal 3 aprile 1984
- 5. Jim Moody (D)
- 6. Tom Petri (R)
- 7. Dave Obey (D)
- 8. Toby Roth (R)
- 9. Jim Sensenbrenner (R)

Wyoming
(1 Repubblicano)
- "At-large". Dick Cheney (R)

#### Membri non votanti
(5 Democratici)
- Samoa Americane: Fofò Iosefa Fiti Sunia (D)
- Distretto di Columbia: Walter Fauntroy (D)
- Guam: Antonio Borja Won Pat (D)
- Porto Rico: Baltasar Corrada del Río (D/PNP)
- Isole Vergini: Ron de Lugo (D)